# 형사 (시트콤)
《형사》는 2003년 11월 7일부터 2004년 2월 27일까지 SBS에서 방영된 주간 시트콤으로, 형사들이 겪는 애환과 사랑, 우정을 그렸으나 첫 회부터 열심히 일하는 형사들을 희화화했다는 혹평을 받아왔다.

## 트리비아
한편, 이 작품은 당초 2003년 7월부터 월요일 오후 11시에 방영될 예정이었으나 《야심만만 만명에게 물었습니다》와 같은 시간대란 이유로 편성에 차질을 빚어오다가 금요일 오후 9시 55분으로 시간대가 간신히 결정됐는데, 주요 인물인 윤다훈이 불미스러운 일로 인해 2004년 2월 13일 방송분을 끝으로 중도 하차하자 시청률이 갈수록 떨어졌다. 또한 주요 인물인 이대근이 《아빠는 시장님》 이후 오랜만에 복귀를 했으나 KBS 월화 미니시리즈 《그녀는 짱》과 겹치기 출연으로 비난을 샀다.

## 등장 인물

### 주요 인물
- 윤다훈 (중도하차)
- 박상면
- 이대근
- 김인권
- 오지호
- 이혜영
- 김성은
- 박민호
- 김서하
- 설수진

### 그 외 인물
- 남성진 - 제1회
- 박윤재 - 제1회
- 김하균 - 제1회
- 박영지 - 제1회
- 이춘식 - 제1회
- 정승현 - 제1회
- 남능미 - 제1회
- 정승호 - 제1회
- 문회원 - 제2회
- 전양자 - 제2회
- 안성민 - 제2회
- 정요숙 - 제2회
- 윤순홍 - 제2회
- 최범호 - 제2회
- 이영후 - 제2회
- 신귀식 - 제2회
- 이성용 - 제2회
- 최병학 - 제6회
- 김기복 - 제6회
- 김경응 - 제6회
- 김주영 - 제8회
- 이원재 - 제8회
- 김동석 - 제8회
- 한범희 - 제8회
- 김동수 - 제8회
- 우희진 - 제8회

## 결방 사유 및 편성 변경
- 2003년 11월 14일 - 창사 특선영화 《집으로...》 편성으로 인해 결방[5]
- 2003년 11월 28일 - 9시 20분부터 국정진단 대통령에게 듣는다 〈변화와 희망으로〉 편성에 따라 순연되어 11시 5분부터 방영[6]
- 2004년 1월 23일 - 설 특선영화 《동갑내기 과외하기》 편성으로 인해 결방[7]

## 참고 사항
- 윤다훈 박상면과 함께 MBC 세 친구에서 호흡을 맞춘 정웅인이 캐스팅 물망에 올랐으나 시트콤 출연을 고사하여 합류하지 않았다.[8]